# Selen Kara
Selen Kara (* 1985 in Velbert) ist eine deutsche Theaterregisseurin. Seit 2023 ist sie Co-Intendantin des Schauspiel Essen.

## Werdegang
Kara studierte Theater- und Medienwissenschaft an der Ruhr-Universität Bochum. Von 2012 bis 2014 war sie Regieassistentin am Schauspielhaus Bochum, wo sie u. a. mit Roger Vontobel, Anselm Weber, Christina Paulhofer und David Bösch arbeitete. Blaubart – Hoffnung der Frauen von Dea Loher war ihr Debüt als Regisseurin in Bochum. 2017 entstand in Zusammenarbeit mit Torsten Kindermann und Akın E. Şipal der Liederabend Istanbul. Seit 2014 arbeitet sie als freie Regisseurin u. a. am Theater Bremen, Staatstheater Nürnberg und Nationaltheater Mannheim. Ihre von Inszenierung Dschinns, einer Adaption von Fatma Aydemirs preisgekröntem Roman, wurde zum Radikal Jung Festival 2022 an das Münchner Volkstheater eingeladen. In der Spielzeit 2020/2021 konzeptionierte und inszenierte sie am Schauspielhaus Bochum in Zusammenarbeit mit Torsten Kindermann den musikalischen Abend Mit anderen Augen.
Seit der Spielzeit 2023/2024 ist sie, als Doppelspitze gemeinsam mit Christina Zintl, Intendantin des Schauspiel Essen.